# Лісосавана Південного Конго
Лісосавана Південного Конго або Південноконголезька мозаїка лісу та савани (ідентифікатор WWF: AT0718) — афротропічний екорегіон тропічних та субтропічних луків, саван і чагарників, розташований в Центральній Африці, на півдні Демократичної Республіки Конго та на північному сході Анголи.

## Географія
Лісосавана Південного Конго є перехідною зоною між конголезькими дощовими лісами, розташованими північніше, та рідколіссями і саванами Замбезії, розташованими південніше. На північ від екорегіону поширені рівнинні ліси Центрального Конго та рівнинні ліси Північно-Західного Конго, розташовані відповідно на захід і схід від річки Конго. У високогір'ях на сході поширені гірські ліси Альбертінського рифту. На південний схід від екорегіону поширені міомбові рідколісся Центральної Замбезії, а на південний захід — ангольські міомбові рідколісся. На заході, за річкою Кванго, поширені лісосавани Західного Конго.
Висота екорегіону коливається від 300-400 м над рівнем моря на півночі до понад 1000 м над рівнем моря на півдні. Глибокі річкові долини формують рельєф регіону та оголюють докрейдові осадові породи, поширені на більшій частині регіону. На півдні екорегіону поширені калахарійські піски, що сформувалися у четвертинному періоді.

## Клімат
В межах екорегіону переважає саванний клімат (Aw за класифікацією кліматів Кеппена). Середньорічні максимальні температури коливаються від 27 °C до 30 °C, а середньорічні мінімальні температури коливаються від 18 °C до 21 °C. Середньорічна кількість опадів становить 1400 мм, однак на більш посушливому південному сході вона може становить 1200 мм, а на північній окраїні регіону та на південних плато вона може досягати 1600 мм.
За останні 10 мільйонів років Центральна Африка, ймовірно, зазнала понад 20 кліматичних коливань, що спричинили значні зміни рослинного покриву. Масштабні зміни клімату, що призвели до збільшення сезонності опадів, відбулися 2000-2500 років тому. Внаслідок цих кліматичних змін ліси регіону стали більш фрагментованими та були заміненні більш сухою рослинністю — рідколіссями та саванами.

## Флора
Основними рослинними угрупованнями є савани, які перемежовуються ділянками лісів та луків. В долинах річок регіону поширені напіввічнозелені галерейні ліси, а на плато — рідколісся, савани та трав'янисті луки. Флора тропічних лісів регіону представлена гвінейсько-конголезькими видами, а флора рідколісь, луків та саван представлена переважно замбезійськими видами. 
Серед дерев, поширених в сухих лісах  регіону, слід відзначити зигійську альбіцію (Albizia zygia), конголезький горіх (Lovoa trichilioides), філіколисту паркію (Parkia filicoidea), гарцинію Смітмана (Garcinia smeathmanii), похилу фінікову пальму (Phoenix reclinata), африканське хлібне дерево (Treculia africana), африканське кремове яблуко (Annona senegalensis), рожеву жакаранду (Stereospermum kunthianum), а також різні види афцелій (Afzelia spp.). Серед поширених в регіоні трав слід відзначити ширенський бородачник (Andropogon schirensis), межеву гіпарренію (Hyparrhenia confinis) та шовкове перлове просо (Pennisetum unisetum).

## Фауна
Серед великих ссавців, поширених в лісах екорегіону, слід відзначити лісового бонго (Tragelaphus eurycerus), північного бушбока (Tragelaphus scriptus), блакитного дуїкера (Philantomba monticola) та жовтоспинного дуїкера (Cephalophus silvicultor), а серед поширених в саванах та на луках — саванного слона (Loxodonta africana), африканського буйвола (Syncerus caffer), смаглявого коба (Kobus ellipsiprymnus), кінську антилопу (Hippotragus equinus), орібі (Ourebia ourebi) та велику редунку (Redunca arundinum). Вздовж річок зустрічаються звичайні бегемоти (Hippopotamus amphibius). Головним хижаком регіону є лев (Panthera leo). Ендеміками регіону є молосики Галлахера (Chaerephon gallagheri), великі конголезькі землерийки (Congosorex polli) та луколельські болотяні щури (Congomys lukolelae).
В чагарникових саванах регіону мешкають жовтоплечі папуги-довгокрили (Poicephalus meyeri) та жовтогруді дідрики (Chrysococcyx cupreus), а в галерейних лісах — червоночубі турако (Musophaga rossae). Серед амфібій регіону слід відзначити ендемічних касайську очеретянку (Hyperolius obscurus) та чімбульську очеретянку (Hyperolius polli)

## Збереження
Оцінка 2017 року показала, що 19 841 км², або 4 % екорегіону, є заповідними територіями. Природоохоронні території включають: Природний заповідник Мангаї, Мисливський заповідник Бушімаіє та Мисливську зону Луама-Ківу в ДР Конго.